# Јожеф Холперт
Јожеф Холперт (Бездан, 13. март 1961) бивши је српски и југословенски рукометаш.
Играо је за Црвенку, која је тада била један од најјачих југословенских клубова.
Холперт је био члан југословенске репрезентације која је на светском првенству 1986. освојила злато. Са репрезентацијом је 1988. освојио бронзу на Олимпијади у Сеулу. Наступио је за Југославију на 129 мечева и постигао 237 голова.